# スコティッシュ・プレミアシップ
スコティッシュ・プレミアシップ（Scottish Premiership）は、スコットランドにおけるプロサッカーリーグ。リーグは12のクラブで構成され、シーズン38試合によって最終順位を決定する。

## 概要
2013年にスコティッシュ・プレミアリーグと、スコティッシュ・フットボールリーグを統合して発足したスコティッシュ・プロフェッショナル・フットボールリーグ（SPFL）の最上位リーグである。
セルティックFCとレンジャーズFCの2強状態であり、それ以外のチームとは大きく力の差がある。詳しくは後節を参照。
2021−22シーズンから2025-26シーズンまで、スポンサー名を冠してシンチ・プレミアシップ（cinch Premiership）と呼ばれる。2019-20シーズンまでは、スポンサー名を冠してラドブロークス・プレミアシップ（Ladbrokes Premiership）と呼ばれていた。

## 大会形式
毎年8月に開幕し、翌年5月までにかけて全38節、計228試合が行われる。参加クラブは勝利で勝ち点3ポイントを、引き分けで同じく1ポイントを得る。敗北した場合にポイントを得る事は出来ない。順位は勝ち点の合計、得失点差、総得点で決定され、シーズン終了時に最も多くの勝ち点を獲得したクラブがリーグ王者となる。勝ち点、得失点差、当該チーム間の得失点差が全て並んだ場合は、中立地で順位決定のプレーオフを行う。ただし、プレーオフの開催はリーグ優勝や国際大会への出場、降格に影響がある場合に限られる。

### スプリット方式
2000-01シーズン以来、スコットランドの最上位リーグは12クラブで構成されている。1980-90年代には4回総当たりの44試合で最終順位を決定していたが、やがて試合数の過多が問題視されるようになり、スコティッシュ・プレミアリーグ時代からリーグをシーズン途中で分割するスプリット方式が採用されている。
第1節から第33節までは3回総当たりで戦い、この段階で決定された順位によって「トップ6」（上位6クラブ）、「ボトム6」（下位6クラブ）の2グループに分割される。第34節以降は各グループ内で1回の総当たり戦を行い、全38試合の合計勝ち点で最終順位を決定する。分割前の33試合で獲得したポイントはそのまま持ち越されるが、トップ6とボトム6との間で順位が入れ替わることはない。そのため、7位のチームが6位のチームの勝ち点を上回ることも起こる。 

### 昇格と降格
シーズン終了時に最下位となったクラブはスコティッシュ・チャンピオンシップ（2部リーグ）へ降格し、チャンピオンシップの優勝クラブがプレミアシップへ昇格する。優勝クラブがプレミアシップへの参加基準を満たしていなければ昇格は出来ない。11位のクラブは、チャンピオンシップの2位-4位のクラブ間で行われるプレーオフ勝者との入れ替え戦に進み、勝者が次シーズンのプレミアシップに参加する。このプレーオフはSPFL発足時から開催されており、プレミアシップ/チャンピオンシップ間で最大2チームが昇降格する。プレミアシップ発足前には長らくプレーオフ制度が存在せず、当該ディビジョン間のプレーオフ開催は17シーズンぶりのことだった。なお、スコティッシュ・フットボールリーグの3ディビジョンは、2007年からプレーオフを導入していた。

### UEFA大会への出場権
| 順位 | 協会名         | 係数   |
| ---- | -------------- | ------ |
| 18   | スイス         | 20.000 |
| 19   | セルビア       | 19.500 |
| 20   | スコットランド | 18.125 |
| 21   | ノルウェー     | 18.000 |
| 22   | イスラエル     | 17.250 |

UEFA（欧州サッカー連盟）主催大会の出場枠は、UEFAが定めるUEFAランキングによって変動する。2018-19シーズンより、プレミアシップ優勝チームはUEFAチャンピオンズリーグ予選1回戦の出場権を、2位と3位のチームはUEFAヨーロッパリーグ予選1回戦の出場権を獲得する。このほか、スコティッシュカップ優勝チームにはUEFAヨーロッパリーグ予選2回戦の出場権が与えられる。カップ優勝チームが既に当該大会の出場権を得ていた場合、リーグ2位のチームが予選2回戦への出場権を獲得し、3位と4位のチームが予選1回戦の出場権を得る。

## クラブの財政格差
スコティッシュ・プレミアシップは、クラブ間の財政格差が非常に大きいリーグである。2017年のGlobal Sports Salaries Surveyレポートによれば、セルティックの選手1人当たりに支払う賃金が735,040ポンドであるのに対して、伝統的なライバルであるレンジャーズは329,600ポンド、調査年のシーズンで2位となったアバディーンは136,382ポンドに留まっている。セルティックが支払う賃金は他の11クラブの合計額に近く、12クラブで最少額となったハミルトン・アカデミカル（41,488ポンド）の17倍にも上る。
この格差は調査された18リーグの中で3番目に大きいが、同時に全体で3番目に低い賃金水準であることも明らかになった。調査年にチャンピオンズリーグでセルティックと対戦したパリ・サンジェルマンは650万ポンド、バイエルン・ミュンヘンは520万ポンドと、セルティックとは7倍以上の開きがあった。

## 所属クラブ
2022-23シーズン
| クラブ名                 | ホームタウン     | ホームスタジアム               | 収容人数 | 前年度成績 |
| ------------------------ | ---------------- | ------------------------------ | -------- | ---------- |
| アバディーン             | アバディーン     | ピットドリー・スタジアム       | 20,961   | 7位        |
| セルティック             | グラスゴー       | セルティック・パーク           | 60,832   | 優勝       |
| ダンディー・ユナイテッド | ダンディー       | タナディス・パーク             | 14,223   | 11位       |
| ハーツ                   | エディンバラ     | タインカッスル・スタジアム     | 20,099   | 3位        |
| ハイバーニアン           | エディンバラ     | イースター・ロード             | 020,421  | 5位        |
| キルマーノック           | キルマーノック   | ラグビー・パーク               | 17,921   | 12位       |
| リヴィングストン         | リヴィングストン | アルモンドヴェール・スタジアム | 09,512   | 4位        |
| マザーウェル             | マザーウェル     | ファー・パーク                 | 13,677   | 10位       |
| レンジャーズ             | グラスゴー       | アイブロックス・スタジアム     | 50,987   | 2位        |
| ロス・カウンティ         | ディングウォール | ヴィクトリア・パーク           | 06,541   | 9位        |
| セント・ジョンストン     | パース           | マクダイアミッド・パーク       | 10,696   | 8位        |
| セント・ミレン           | ペイズリー       | セント・ミレン・パーク         | 7,937    | 6位        |

## 歴代優勝クラブ
| シーズン | 優勝         | 2位          | 3位            | 選手協会MVP                                | 記者協会MVP                              |
| -------- | ------------ | ------------ | -------------- | ------------------------------------------ | ---------------------------------------- |
| 2013–14  | セルティック | マザーウェル | アバディーン   | クリス・コモンズ（セルティック）           | クリス・コモンズ（セルティック）         |
| 2014–15  | セルティック | アバディーン | インヴァネスCT | ステファン・ヨハンセン（セルティック）     | クレイグ・ゴードン（セルティック）       |
| 2015–16  | セルティック | アバディーン | ハーツ         | リー・グリフィス（セルティック）           | リー・グリフィス（セルティック）         |
| 2016–17  | セルティック | アバディーン | レンジャーズ   | スコット・シンクレア（セルティック）       | スコット・シンクレア（セルティック）     |
| 2017–18  | セルティック | アバディーン | レンジャーズ   | スコット・ブラウン（セルティック）         | スコット・ブラウン（セルティック）       |
| 2018–19  | セルティック | レンジャーズ | キルマーノック | ジェームズ・フォレスト（セルティック）     | ジェームズ・フォレスト（セルティック）   |
| 2019–20  | セルティック | レンジャーズ | マザーウェル   | 授与なし                                   | オドソンヌ・エドゥアール（セルティック） |
| 2020–21  | レンジャーズ | セルティック | ハイバーニアン | ジェームズ・タヴァーニアー（レンジャーズ） | スティーヴン・デイヴィス（レンジャーズ） |
| 2021–22  | セルティック | レンジャーズ | ハーツ         | カラム・マグレガー（セルティック）         | クレイグ・ゴードン（ハーツ）             |
| 2022–23  | セルティック | レンジャーズ | アバディーン   | 古橋亨梧（セルティック）                   | 古橋亨梧（セルティック）                 |
| 2023–24  | セルティック | レンジャーズ |                |                                            |                                          |

## クラブ別優勝回数
2024–25シーズン終了時点
| クラブ                   | 優勝回数 | 最終優勝年 |
| ------------------------ | -------- | ---------- |
| セルティック             | 55       | 2024–25    |
| レンジャーズ             | 55       | 2020–21    |
| アバディーン             | 4        | 1984–85    |
| ハーツ                   | 4        | 1959–60    |
| ハイバーニアン           | 4        | 1951–52    |
| ダンバートン             | 2        | 1891–92    |
| マザーウェル             | 1        | 1931–32    |
| キルマーノック           | 1        | 1964–65    |
| ダンディー               | 1        | 1961–62    |
| ダンディー・ユナイテッド | 1        | 1982–83    |
| サード・ラナーク         | 1        | 1903–04    |

## 歴代得点王
| シーズン | 選手名                       | 所属クラブ       | 得点数 |
| -------- | ---------------------------- | ---------------- | ------ |
| 2013-14  | クリス・コモンズ             | セルティック     | 27     |
| 2014-15  | アダム・ルーニー             | アバディーン     | 18     |
| 2015-16  | リー・グリフィス             | セルティック     | 31     |
| 2016-17  | リアム・ボイス               | ロス・カウンティ | 23     |
| 2017-18  | クリス・ボイド               | キルマーノック   | 18     |
| 2018-19  | アルフレッド・モレロス       | レンジャーズ     | 18     |
| 2019-20  | オドソンヌ・エドゥアール     | セルティック     | 22     |
| 2020-21  | オドソンヌ・エドゥアール     | セルティック     | 18     |
| 2021-22  | ギオルゴス・ギアクマキス     | セルティック     | 13     |
| 2021-22  | リーガン・チャールズ＝クック | ロス・カウンティ | 13     |
| 2022-23  | 古橋亨梧                     | セルティック     | 27     |